# Perlimps
Perlimps (também chamado de O Segredo dos Perlimps em Portugal) é um filme de animação brasileiro de 2023 dirigido e escrito por Alê Abreu. O filme foi produzido pela empresa independente brasileira Buriti Filmes, em co-produção com o estúdio de animação da Globo Filmes, Gloob e Sony Pictures International Productions. Conta com as vozes originais de Giulia Benite e Lorenzo Tarantelli no papel de Claé e Bruô, seres de uma floresta mágica que são membros de comunidades rivais. Stênio Garcia, Nill Marcondes e Rosa Rosah completam o elenco nos demais papéis principais.
O filme estreou no Festival de Cinema de Animação de Annecy de 2022 e foi selecionado em vários festivais internacionais de animação, incluindo o Festival Internacional de Cinema Infantil de Chicago, onde recebeu o Prêmio do Júri Infantil de Melhor Longa de Animação. No Brasil, o filme foi lançado nos cinemas em 9 de fevereiro de 2023 pela Vitrine Filmes.

## Sinopse
A trama da animação segue Claé (Lorenzo Tarantelli) e Bruô (Giulia Benite), dois pequenos seres que desempenham o papel de agentes secretos em seus lares distintos. Claé, uma raposa (ou, como ele prefere, um lobo), pertence ao Reino do Sol, enquanto Bruô é uma mistura de vários animais, sendo um urso com rabo de leão, originário do Reino da Lua. Embora aparentem ser inimigos à primeira vista, são obrigados a se unir em uma missão conjunta.
Os verdadeiros antagonistas são "os gigantes", que estão destruindo o Bosque Encantado com suas máquinas monstruosas. A única esperança reside nos Perlimps, criaturas misteriosas que possuem a força necessária para confrontar os vilões e restaurar a paz na floresta. Assim, uma improvável amizade surge entre Claé e Bruô, levando-os a questionar se são realmente tão diferentes quanto parecem.

## Elenco
- Giulia Benite como Bruô
- Lorenzo Tarantelli como Claé
- Stênio Garcia como João de Barro
- Nill Marcondes como Pai / Soldados
- Rosa Rosah como Mãe

## Produção

### Antecedentes e concepção

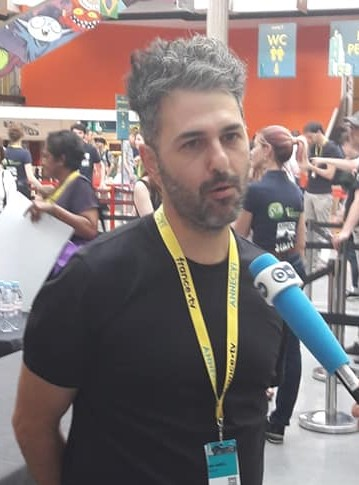
Alê Abreu (foto) dirigiu e escreveu o filme.

Perlimps é o sucessor de O Menino e o Mundo na carreira de Alê Abreu, que foi indicado ao Oscar de Melhor Filme de Animação em 2016, vencedor do Cristal de Annecy em 2014 e do prêmio de Melhor Longa Independente no 43º Annie Awards. A concepção deste filme surgiu da aspiração de imaginar a infância como um domínio tangível — a Floresta Encantada — onde a amizade não conheceria barreiras e onde experimentaríamos uma conexão com toda forma de vida e a natureza. Alê Abreu expressa sua crença em um poder inexplicável dentro de nós, capaz de nos conectar harmoniosamente com qualquer outra criatura. A escolha de explorar todo o espectro de cores visa transmitir sentimentos que escapariam às limitações das palavras. Perlimps proporcionou a oportunidade de mergulhar na paleta de cores e experimentar uma técnica mais complexa, contrastando com o minimalismo da obra anterior de Abreu, O Menino e o Mundo.

### Desenvolvimento
Perlimps é produzido por Laís Bodanzky e Luiz Bolognesi (Buriti Filmes), e Ernesto Soto, em co-produção com a Sony Pictures, Globo Filmes, Gloob e Alê Abreu. O filme foi  concebido como um filme de animação tradicional. A animação 2D foi desenhada à mão por Alê Abreu e uma equipe reduzida, incluindo o experiente animador brasileiro Sandro Cleuzo.

## Lançamento
O filme estreou primeiramente no Brasil em 9 de fevereiro de 2023 e posteriormente nos cinemas internacionalmente, passando por países como França, Suécia, Alemanha, Suíça, Rússia, Portugal, Japão e China. Perlimps terá um lançamento de Natal na Espanha através de VOD. Anteriormente, foi exibido na sessão Événements Excepcionelles no Festival de Cinema de Animação de Annecy em junho de 2022; em seguida, em outubro, no Festival do Rio e na Mostra Internacional de Cinema de São Paulo. Segundo o produtor Luiz Bolognesi, "Perlimps traz uma história que pode estar acontecendo agora na fronteira entre Ucrânia e Rússia".

## Recepção

### Bilheteria
O filme obteve desempenho comercial mediano em seu lançamento nos cinemas brasileiros. De acordo com a Ancine, o filme foi lançado em 193 salas e permaneceu 67 dias em cartaz. Ao todo, foi assistido por 12.456 pessoas e gerou uma receita de R$ 150.282,85.

### Resposta da crítica
Perlimps foi recebido pela crítica cinematográfica com avaliações positivas. Mariana Canhisares, para o website Omelete, escreveu que a principal virtude de Perlimps reside em sua simplicidade. Ao abordar de forma acessível os conflitos políticos que se desdobram globalmente, sem identificar territórios ou personagens específicos, a animação de Alê Abreu destaca aquilo que os adultos frequentemente tornam complexo por orgulho e teimosia. Ao final, a reconciliação entre os jovens Claé e Bruô serve como estímulo não apenas para a convivência entre os diversos, mas também para a preservação da inocência infantil. Gabriel Avila, do Jovem Nerd, escreveu que o filme "chega ao fim com uma experiência marcada pela soma de sentimentos conflitantes. Se por um lado a produção tem um roteiro enxuto e não mantém um ritmo engajante, por outro há um espetáculo audiovisual construído com esmero para levar o expectador por uma jornada onírica. Uma fábula imperfeita, mas executada com um capricho invejável".
Katiúscia Vianna, do website AdoroCinema, concedeu ao filme 4 de 5 estrelas () e escreveu: "Animações são para todos e Perlimps surge para provar essa teoria. Seu visual colorido e chamativo, cheio de luzes, pode ser o que atrai a atenção dos pequenos. Mas é sua história comovente que vai despertar a paixão de todo o público. Algumas grandes reviravoltas surgem, literalmente, seguindo a frase “tem que desenhar pra explicar melhor”, só que ainda conseguem traduzir seu sentimento. Talvez não tenha o mesmo impacto surpreendente que O Menino e O Mundo, mas tem história de sobra para contar". Luciano Guaraldo, para o portal Tangerina, elogiou a performance de voz dos protagonistas: "Como a trama é construída toda em cima de Claé e Bruô, a química entre os dois protagonistas era essencial para que o longa funcionasse. E Giulia Benite e Lorenzo Tarantelli entregam um trabalho brilhante nas vozes, demonstrando uma maturidade profissional que vai muito além de sua pouca idade. Os personagens parecem de verdade, com uma dinâmica que os leva de rivais e parceiros sem queimar nenhuma etapa".

### Prêmios e indicações
| Ano  | Associações                                             | Categoria                                               | Resultado | Ref.   |
| ---- | ------------------------------------------------------- | ------------------------------------------------------- | --------- | ------ |
| 2022 | Festival international du film fantastique de Neuchâtel | Melhor Longa de Animação                                | Indicado  | [ 13 ] |
| 2022 | New Zealand International Film Festival                 | Melhor Longa de Animação                                | Indicado  | [ 14 ] |
| 2022 | Ottawa International Animation Festival                 | Melhor Longa de Animação                                | Indicado  | [ 15 ] |
| 2022 | International Young Audience Film Festival Ale Kino     | Menção Especial do Júri Infantil                        | Venceu    | [ 16 ] |
| 2022 | Animation is Film                                       | Melhor Longa de Animação                                | Indicado  | [ 17 ] |
| 2022 | Bucheon International Animation Festival - BIAF         | Prêmio da Associação da Indústria de Animação da Coreia | Venceu    | [ 18 ] |
| 2022 | Chicago International Children’s Film Festival          | Prêmio do Júri Infantil de Melhor Longa de Animação     | Venceu    | [ 2 ]  |
| 2022 | Animateka                                               | Melhor Longa de Animação                                | Indicado  | [ 19 ] |
| 2023 | Monstra Festival                                        | Melhor Filme - Menção Especial                          | Venceu    | [ 20 ] |
| 2023 | Anifilm                                                 | Melhor Fiilme de Animação                               | Indicado  | [ 21 ] |
| 2023 | Chilemonos International Film Festival                  | Melhor Filme Latino-Americano e Espanhol                | Venceu    | [ 22 ] |
| 2023 | Animator Film Festival                                  | Melhor Longa de Animação                                | Venceu    | [ 23 ] |
| 2023 | Animator Film Festival                                  | Prêmio do Público (Melhor Filme)                        | Venceu    | [ 23 ] |
| 2024 | Prêmio Grande Otelo do Cinema Brasileiro                | Melhor Longa-Metragem de Animação                       | Venceu    | [ 24 ] |